# Marylynnia gerlachi
Marylynnia gerlachi is een rondwormensoort uit de familie van de Cyatholaimidae.